# Delegazione Gustavo A. Madero
La Delegazione Gustavo A. Madero è una delle sedici delegazioni di Città del Messico situata nella parte più a nord della città. Ricevette il suo nome in onore di Gustavo A. Madero, politico che partecipò alla Rivoluzione messicana.
È attraversata e/o limitata da importanti arterie che congiungono la zona centrale con la zona nord dell'area metropolitana, quali avenida de los Insurgentes Norte, che si prolunga fino all'autostrada per Pachuca, l'Eje 3 Oriente (Avenida Eduardo Molina), l'Eje 5 Norte (Calzada san Juan de Aragón), l'Eje Central Lázaro Cárdenas (Avenida de los Cien Metros) e l'Anillo Periférico.
Confina con i comuni di Coacalco de Berriozábal, Tlalnepantla de Baz, Ecatepec de Morelos, Nezahualcóyotl e Tultitlán e con le delegazioni Venustiano Carranza, Cuauhtémoc e Azcapotzalco.

## Storia
Fondata nel 1563 come "Villa de Guadalupe", nel 1828 diventa città col nome di "Villa de Guadalupe Hidalgo", nel 1931 diventa delegazione del Distretto Federale Messicano col nome di "Villa de Gustavo A. Madero" e nel 1941 cambia il proprio nome nell'attuale.
Nel 1848 vi viene firmato il Trattato di Guadalupe Hidalgo, che pose fine alla guerra messico-statunitense.

## Siti di Interesse
- Basilica di Nostra Signora di Guadalupe
- Santuario di Nostra Signora di Guadalupe, ai piedi della collina Tepeyac.
- Museo de los Ferrocarrileros